# ポンカム・インタブアリ
ポンカム・インタブアリ（ラーオ語: ພອນຄຳ ອິນທະບົວລີ Phonekham Inthaboualy、中国語: 潘坎•尹他波里、朝鮮語: 폰캄 인타부아리）は、ラオスの外交官、大使。南寧総領事などを経て、2015年から2018年にかけて在朝鮮民主主義人民共和国大使を務めていた。
2015年6月11日、平壌の万寿台議事堂で最高人民会議常任委員会の金永南委員長に信任状を捧呈。インタブアリが駐朝大使として在任中の2018年8月30日、祖国平和統一委員会の李善権（リ・ソンゴン）委員長が臨席する万寿台議事堂における会合で、当時駐朝ASEAN委員会議長を務めていたインタブアリ大使は、さかのぼる8月28日に東南アジア諸国連合（ASEAN）が朝鮮統一への支援と連帯を批准したと発表した。この会合には駐朝インドネシア大使、駐朝カンボジア大使、駐朝ベトナム大使も同席しており、李善権委員長は金正恩委員長が精力的かつ時宜に適った活動により祖国統一運動を推進している旨を強調した。同年10月11日、インタブアリ大使は万寿台議事堂で最高人民会議常任委員会の金永南委員長に離任の挨拶をして、駐朝大使としての任務を全うした。